# Phare de Capo di Pula
Le phare de Capo di Pula (en italien : Faro di Capo di Pula) est un feu situé sur la Torre del Coltellazzo, une ancienne tour de vigilance côtière du XIVe siècle, au port de Pula en mer Méditerranée, dans la Province de Cagliari (Sardaigne), en Italie.

## Histoire
Le phare a été construit sur l'ancienne tour médiévale qui domine le port de Pula. Il marque l'entrée occidentale du golfe de Cagliari. Le phare, entièrement automatisé, est géré par Marina Militare.

## Description
Le phare  se compose d'une lanterne surmontant la tour en pierre de 16 m de haut. Le bâtiment est en pierre naturelle et le dôme de la lanterne blanche est gris métallisé. Il émet, à une hauteur focale de 48 m, quatre éclats blancs toutes les 10 secondes. Sa portée est de 11 milles nautiques (environ 20 km).
Identifiant : ARLHS : SAR-012 ; EF-1305 - Amirauté : E1070 - NGA : 8452 .

## Caractéristiques dufeu maritime
Fréquence : 15 secondes (W)
- Lumière : 1 seconde
- Obscurité : 1 seconde
- Lumière : 1 seconde
- Obscurité : 1 seconde
- Lumière : 1 seconde
- Obscurité : 1 seconde
- Lumière : 1 seconde
- Obscurité :8 secondes

|              |
| Capo di Pula |

|                                  |
| Le phare (Torre del Coltellazzo) |

### Lien connexe
- Liste des phares de la Sardaigne